# Suchá Hora
Suchá Hora este o comună slovacă, aflată în districtul Tvrdošín din regiunea Žilina. Localitatea se află la altitudinea de 798 m deasupra n.m., se întinde pe o suprafață de 21,85 km2 și în 2017 număra 1.438 de locuitori.

## Istoric
Localitatea Suchá Hora este atestată documentar din 1566.

## Demografie
| An:                | 1994 | 2004    | 2014   | 2024   |
| ------------------ | ---- | ------- | ------ | ------ |
| Număr de persoane: | 1145 | 1291    | 1404   | 1483   |
| Diferență:         |      | +12,75% | +8,75% | +5,62% |

| An:                | 2023 | 2024   |
| ------------------ | ---- | ------ |
| Număr de persoane: | 1479 | 1483   |
| Diferență:         |      | +0,27% |